# Every Breath You Take: The Singles
Every Breath You Take: The Singles es un compilado del grupo The Police. Fue lanzado en 1986, y para esta ocasión se regrabó "Don't stand so close to me" y editada como Don't stand so close to me '86".

## Edición
Este compilado repasa los simples editados por la banda durante su existencia para A&M Records, omitiendo "Fall Out", primer simple del grupo. Las canciones incluidas van desde Outlandos d'Amour hasta Synchronicity, también la lista de canciones seleccionadas es similar al Greatest Hits editado posteriormente.
"Can't stand losing you", por otra parte, es el mismo tema exacto de 1978. Sin embargo, este se encuentra recortado al final en un fading, mientras que en el disco Outlandos d'Amour puede oírse el remate vocal del último estribillo. 
Cabe destacar, que dicha versión "Can't stand losing you" incluida en este compilado; posee la mejor calidad de audio (sonido limpio y nítido) que cualquier otra recopilación, remasterización (2003) e inclusive la del propio álbum editado en 1978; las cuales se caracterizan por una mala calidad de audio lleno de "siseos".

## Don't stand so close to me '86
"Don't stand so close to me '86" es una nueva versión del original de 1980, grabado especialmente para este compilado, en 1986. La batería, en esta nueva versión, es electrónica, ya que Stewart Copeland se había lesionado al momento de reunirse los tres músicos de The Police para editar dicho compilado, aunque fue el programador de la base rítmica.

## Canciones
- Todas las canciones fueron compuestas por Sting.

1. "Roxanne" – 3:11
2. "Can't Stand Losing You" – 2:47
3. "Message in a Bottle" – 4:50
4. "Walking on the Moon" – 5:01
5. "Don't Stand So Close to Me '86" – 4:48
6. "De Do Do Do, De Da Da Da" – 4:06
7. "Every Little Thing She Does Is Magic" – 4:19
8. "Invisible Sun" – 3:44
9. "Spirits in the Material World" – 2:58
10. "Every Breath You Take" – 4:13
11. "King of Pain" – 4:57
12. "Wrapped Around Your Finger" – 5:14

## Personal
Músicos
- Sting - Voz, bajo, teclados y saxofón.
- Andy Summers - Guitarra, teclados y coros.
- Stewart Copeland - Batería, percusión y coros.
- Jean Roussel - Piano en "Every little thing she does is magic".

Colaboradores
- Arnie Acosta - Masterización.
- Janette Beckman - Fotografía.
- Nigel Gray - Producción.
- Laurie Latham - Producción.
- Timothy O'Sullivan - Fotografía
- Hugh Padgham - Ingeniero de Sonido y Producción.
- John Warwicker - Diseño de Portada.

- Datos: Q951801